# Charley Webb
Charlotte Anne Webb (Bury, Gran Mánchester; 26 de febrero de 1988), más conocida como Charley Webb, es una actriz inglesa, conocida por interpretar a Debbie Dingle en la serie Emmerdale Farm.

## Biografía
Es hija de Helen Webb, tiene dos hermanos Lucy y el actor Danny Webb, también tiene tres medios hermanos Kelly, Cassie y el actor Jamie Lomas, quien interpretó a Warren Fox en la serie Hollyoaks, Lucy interpretó Jon Dingle de bebé en Emmerdale Farm.
Es muy buena amiga de las actrices Emma Atkins y Kym Marsh, la prometida de su hermano Jamie.
En 2008 comenzó a salir con el actor Matthew Wolfenden. En Navidad del mismo año, Matthew le propuso matrimonio y ella aceptó. Se casaron en febrero de 2018.
En septiembre de 2009 la pareja anunció que estaban esperando su primer bebé juntos. El 3 de abril de 2010, la pareja le dio la bienvenida a su primer hijo, Buster Lawrence Wolfenden. En agosto de 2013, la pareja anunció que se habían separado. Sin embargo, en 2014 regresaron y a principios de junio de 2015 anunciaron que estaban esperando su segundo hijo juntos. El 19 de diciembre de 2015 la pareja le dio la bienvenida a su segundo hijo, Bowie Grey Wolfenden. En febrero de 2019 la pareja anunció que estaban esperando a su tercer hijo, Ace Gene Wolfenden, al cual le dieron la bienvenida el 26 de julio del mismo año.

## Carrera
El 24 de diciembre del 2002 se unió al elenco de la exitosa serie británica Emmerdale Farm donde interpreta a Deborah "Debbie" Dingle. Charley se fue por cinco meses en el 2010 para el nacimiento de su hijo, Buster; sin embargo poco después regresó y desde entonces aparece en la serie. 

## Filmografía
Series de Televisión.:
| Año           | Título         | Personaje      | Notas                       |
| ------------- | -------------- | -------------- | --------------------------- |
| 2002-presente | Emmerdale Farm | Debbie Dingle  | 950 episodios               |
| 2006          | The Royal      | Kathy Carberry | episodio "Winners & Losers" |

Teatro.:
| Año | Obra         |
| --- | ------------ |
| -   | Bugsy Malone |

## Premios y nominaciones
| Año  | Categoría                                                        | Premio                     | Serie          | Resultado |
| ---- | ---------------------------------------------------------------- | -------------------------- | -------------- | --------- |
| 2014 | Best Dramatic Performance                                        | British Soap Award         | Emmerdale Farm | Nominada  |
| 2010 | Sexiest Female                                                   | British Soap Award         | Emmerdale Farm | Nominada  |
| 2009 | Best Soap Storyline (junto a Paul McEwan & Jenna Louise Coleman) | TV Quick & TV Choice Award | Emmerdale Farm | Nominados |
| 2003 | Best Young Actress                                               | Inside Soap Award          | Emmerdale Farm | Ganadora  |
| 2003 | Most Popular Newcomer                                            | National Television Award  | Emmerdale Farm | Nominada  |